# Andrena stolida
Andrena stolida är en biart som beskrevs av Warncke 1975. Andrena stolida ingår i släktet sandbin, och familjen grävbin. Inga underarter finns listade i Catalogue of Life.